# Suzuki Bazuki
Suzuki Bazuki è un EP dei Mariposa pubblicato nel 2004.

## Tracce
1. Servitù coattiva di elettrodotto – 7:51
2. I bambini collaterali – 8:03
3. La luna ha molto tempo da buttare – 2:39
4. Il pappagallo (è maturo il tempo della rivoluzione) – 5:07